# Dobsonville
Dobsonville, gelegentlich Dobsie genannt, ist ein Stadtteil von Soweto, das wiederum ein Teil der Metropolgemeinde City of Johannesburg in Südafrika ist.

## Geographie
Die Townshipsiedlung Dobsonville liegt rund 18 Kilometer südwestlich des Zentrums von Johannesburg. 2011 hatte der Stadtteil offiziell 40.328 Einwohner, von denen rund 38 % Setswana als Erstsprache angaben. Er gehört zur Region D der City of Johannesburg, zu der unter anderem ganz Soweto gehört.
Dobsonville liegt etwa in der Mitte Sowetos. Östlich liegt der Stadtteil Meadowlands, südöstlich Mofolo, südlich Zondi, südwestlich Jabulani und westlich Zola und Dobsonville Gardens, das als eigener sub-place geführt wird und 2011 4245 Einwohner aufwies.

## Geschichte
In Dobsonville entstand mit dem Dobsonville Shopping Centre – seit 2017 Dobsonville Mall – 1994 das erste Einkaufszentrum Sowetos.

## Infrastruktur
Dobsonville liegt an den Motorways M70 und M77, der M72 läuft südlich an Dobsonville vorbei. Die Station Ikwezi der Metrorail Gauteng liegt wenig außerhalb des Stadtteils in Mofolo North an der Bahnstrecke Johannesburg–Naledi.
Das Dobsonville Stadium ist die Spielstätte des früheren Fußball-Erstligisten Moroka Swallows. 

## Persönlichkeiten
- Yvonne Chaka Chaka (* 1965), Popsängerin, geboren in Dobsonville